# БелАЗ-75501
БелАЗ-75501 — карьерный самосвал грузоподъёмностью 280 тонн с шарнирно-сочленённой рамой и дизель-электрическим приводом, построенный на Белорусском автомобильном заводе в единственном экземпляре. Самый крупный самосвал в истории СССР; представлен 1 июня 1991 года.

## История
Так как карьерную технику в СССР закупали и за рубежом, БелАЗ был вынужден конкурировать с такими производителями, как  Caterpillar, Komatsu, Terex, Unit Rig.
В середине 1980-х годов Министерство угольной промышленности СССР планировало закупить 75 карьерных самосвалов грузоподъёмностью 275 тонн до 2000 года. Другие министерства также проявляли интерес к подобной технике. На тот момент завод выпускал самосвалы грузоподъёмностью только до 220 тонн, так что конструкторы БелАЗа приступили к разработке новой модели.
Первая проблема, с которой столкнулись создатели самосвала — отсутствие подходящих шин отечественного производства: самые большие на тот момент выдерживали до 55 тонн нагрузки. При традиционной компоновке карьерного самосвала (две оси, передний мост односкатный, задний — двускатный) этого было недостаточно. Конструкторы отбросили трёхосный вариант, так как в этом случае габариты самосвала ограничили бы его манёвренность, и остановились на двухосной компоновке, но с восемью колёсами.
Следующая проблема состояла в том, что при такой компоновке передние колёса невозможно сделать управляемыми. С этим справились, выбрав шарнирно-сочленённый тип рамы. Все колёса решили сделать ведущими. Чтобы сделать самосвал более надёжным, конструкторы сотрудничали со специалистами из компании Komatsu. Совместные разработки включали механизм опрокидывания кузова, внутреннее обустройство кабины и др.
В 1991 году БелАЗ-75501 отправился в разобранном виде на испытания в Нерюнгринский угольный разрез. Хотя самосвал успешно прошёл испытания, серийное производство так и не наладили, а опытный экземпляр в конце концов был сломан и примерно в 2000 году порезан на металлолом.

## Конструкция
Карьерный самосвал с шарнирно-сочленённой рамой имел привод на все колёса и приводился в движение дизель-электрической силовой установкой.

### Шасси
Основой грузовика служила шарнирно-сочленённая рама с гидравлическим механизмом поворота: два гидроцилиндра диаметром 180 мм поворачивали переднюю часть машины с передним мостом, дизелем и кабиной на угол до 30° относительно задней, на которой располагалась грузовая платформа. Радиус поворота составлял 16,5 метра по следу переднего колеса. Все колёса с шинами размерностью 40.00–57 были сдвоенными, и каждое представляло из себя мотор-колесо. Подвеска была гидропневматической, что обеспечивало плавность хода.

### Силовая установка
Двенадцатицилиндровый тепловозный дизель Д49 производства Коломенского завода мощностью 3150 л. с. при 1000 об/мин и объёмом 165,6 литров располагался в моторном отсеке поперечно. Для доступа в моторный отсек предусматривались две двери в передней его части. За выработку электричества отвечал синхронный трёхфазный генератор переменного тока, далее ток проходил через выпрямитель диодного типа, так как мотор-колёса работали на постоянном токе; такая система была применена в целях экономии. Кроме электродвигателя мотор-колесо включало в себя двухрядный планетарный редуктор и двухдисковый тормоз диаметром 600 мм. В разработке электрооборудования самосвала участвовали производственные объединения «Электротяжмаш»,  «Динамо» и «Татэлектромаш».

### Кабина и безопасность
Разработанная совместно с японской компанией Komatsu двухместная кабина располагалась на высоте 4,4 метра от земли и была оборудована отопителем, кондиционером, радиостанцией, а также шкафчиком для одежды и магнитолой. Уровень шума в кабине составлял 81 Дб. Также по инициативе японской компании на самосвал установили телеметрическую систему, включающую две камеры заднего обзора, изображение с которых выводилось на дисплей в кабине. Кроме того, БелАЗ-75710 оборудовали системой предупреждения о перегрузке. На специальном табло выводилась информация о том, сколько тонн загружено на платформу и сколько тонно-километров набралось за смену.

## Технические характеристики
| Длина х ширина х высота, мм | 15 250 х 8000 х 6770                                          |
| База, мм                    | 6650                                                          |
| Радиус поворота, м          | 16,5                                                          |
| Грузоподъёмность, т         | 280                                                           |
| Полная масса, т             | 480                                                           |
| Объём кузова, м³            | 110                                                           |
| Шины                        | 40.00–57                                                      |
| Подвеска                    | гидропневматическая                                           |
| Максимальная скорость, км/ч | 40                                                            |
| Силовая установка           |                                                               |
| Тип силовой установки       | Дизель-электрическая с использованием мотор-колёс             |
| Тип дизеля                  | Тепловозный дизель с газотурбинным наддувом                   |
| Модель дизеля               | Д49 размерностью 12ЧН26/26                                    |
| Количество цилиндров        | 12                                                            |
| Производитель дизеля        | Коломенский тепловозостроительный завод имени В. В. Куйбышева |
| Мощность дизеля, л.с.       | 3150 при 1000 об/мин                                          |
| Объём дизеля, л             | 165,6                                                         |